# Sandro Fontana

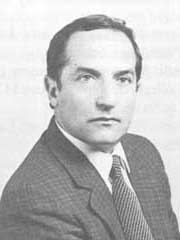
Alessandro Fontana

Alessandro Fontana (1936–2013) foi um académico e político italiano do Partido da Democracia Cristã que ocupou vários cargos no governo e serviu no Parlamento Europeu entre 1994 e 1999.

## Biografia
Fontana nasceu em Marcheno, Brescia, a 5 de Agosto de 1936. Ele era um académico de profissão.
Fontana juntou-se ao Partido da Democracia Cristã. Ele serviu no Senado italiano por dois mandatos, de 1987 a 1988 e em 1992. Foi nomeado ministro da Universidade e da Pesquisa Científica e Tecnológica em 1992 no gabinete liderado pelo primeiro-ministro Giuliano Amato, e serviu no cargo por um ano. Em seguida, começou a servir no Parlamento Europeu, e o seu mandato durou de 1994 a 1999, representando o Grupo Democrata Cristão, o Grupo União para a Europa e o Grupo Forza Europa . Ele foi o chefe do comité de petições durante o seu mandato no Parlamento.
Fontana faleceu no dia 4 de Dezembro de 2013.